# Girlfriend (singel Michaela Jacksona)
Girlfriend – utwór Michaela Jacksona z albumu Off the Wall wydanego w 1979 roku. Kompozycja ukazała się na singlu w 1980 roku. Jest to piąty i zarazem ostatni singel z tej płyty, wydany jedynie w Wielkiej Brytanii.

## Informacje o utworze
„Girlfriend” to pierwsza kolaboracja muzyczna pomiędzy Jacksonem i Paulem McCartneyem. Utwór został napisany w całości przez byłego beatlesa w 1978 roku. W tym samym roku, Paul spotkał się z Michaelem na jednym z hollywoodzkich bankietów, proponując, by Jackson nagrał ten utwór. Jackson jednak tego nie uczynił, więc McCartney nagrał „Girlfriend” z Wingsami i zamieścił na swoim nowym albumie London Town.
Kiedy Quincy Jones, producent Jacksona, szukał nowych kompozycji na pierwszy dorosły solowy album Jacksona, przypomniał sobie o propozycji McCartneya. Tym razem Jackson nagrał utwór i zamieścił go na albumie Off the Wall.

## Lista utworów

### Singel (tylko Wielka Brytania)
1. „Girlfriend” – 3:04
2. „Bless His Soul” (z płyty Destiny)

## Informacje szczegółowe
- Słowa i muzyka: Paul McCartney
- Produkcja: Quincy Jones
- Wokale: Michael Jackson
- Bas: Louis Johnson
- Perkusja: John Robinson
- Fortepian: Greg Phillinganes
- Syntezator: David Foster
- Programowanie syntezatorów: George Duke
- Gitara: Wah Wah Watson i Marlo Henderson
- Aranżacja sekcji dętej: Jerry Hey
  - Wykonanie: The Seawind Horns:
    - Trąbka i skrzydłówka: Jerry Hey
    - Saksofon tenorowy i altowy oraz flet: Larry Williams
    - Saksofon barytonowy i tenorowy oraz flet: Kim Hutchcroft
    - Puzon: William Reichenbach
    - Trąbka: Gary Grant
- Aranżacja rytmiczna: Quincy Jones, Tom Bahler i Greg Phillinganes
- Aranżacja wokalna: Michael Jackson i Quincy Jones